# 19-2000
Singles de Gorillaz
Clint Eastwood
(2001) Rock the House
(2001)
Pistes de Gorillaz
Rock the House Latin Simone (Que Pasa Contigo)
19-2000 (parfois écrit 19/2000) est une chanson du groupe anglais Gorillaz tirée de l'album du même nom. C'est le second single extrait de cet album, sorti en juin 2001.
Le single a culminé à la 6e position dans les classements britanniques, et se trouve 1er en Nouvelle-Zélande. Cette chanson est l'une des seules de Gorillaz où l'on peut entendre la guitariste, Noodle, chanter. Il possède une face-B, remixe du producteur Damien Mendis, 19-2000 (Soulchild Remix), devenu très célèbre par la suite, présent sur l'album Gorillaz en tant que 17e piste, et apparaît également sur l'album G-Sides. 19-2000 est une des chansons les plus populaires de Gorillaz[réf. nécessaire], grâce à sa fraicheur, ses sons électroniques, mais aussi à l'originalité des paroles : la chanson est connue dans les pays anglophone pour son chœur avec les paroles « get the cool shoeshine » (« prends un cirage cool »).[réf. nécessaire]

## Clip
Le clip réalisé par Jamie Hewlett et Pete Candeland est un dessin animé, à la fois en 2D et 3D.
Il en existe deux versions, une pour la chanson originale et l'autre pour le Soulchild Remix. Elles sont quasiment identiques, sauf pour quelques modifications mineures pour la synchronisation avec les chansons.
On y voit les quatre membres du groupe dans le ""buggy"" (meyer manx) représentée sur la pochette de l'album dont ce single est tiré, fonçant sur des espèces de montagnes russes en bois, entourés de décors stylisés dans l'esprit de Gorillaz comme un élan gigantesque, un singe avec une banane sur un palmier énorme, des canards en plastiques traversant la piste…
On voit également deux références au bord de la voie : la version en cartoon de l'Hôtel Overlook du film Shining et le camp de Cristal Lake, référence au film Vendredi 13. La voiture contient une référence à Star Wars, épisode IV : Un nouvel espoir, en effet le moment où l'écran du tableau de bord verrouille les missiles sur l'élan géant ressemble très fortement à la scène dans laquelle Luke Skywalker tente de cibler le point faible de l’Étoile noire avec son vaisseau.

## Utilisation de la chanson
Le Soulchild Remix a servi de thème musical à une émission anglaise diffusée sur la 4e chaîne, intitulée 100 Greatest Kids' TV shows, diffusé le 27 août 2001. Le Soulchild Remix a également été mis en vedette dans une publicité pour les chewing-gums Icebreaker, T-Online, pour le jeu de Xbox Project Gotham Racing, dans le générique d'ouverture à Infomania, ainsi que dans le jeu de football FIFA Football 2002.
La version Soulchild Remix est très populaire, et a été utilisée dans de nombreux films et émissions : 
- En 2003 dans le film de comédie romantique Comment se faire larguer en 10 leçons mettant en vedette Kate Hudson et Matthew McConaughey.
- En 2006 dans le film d'action et d'aventure Alex Rider : Stormbreaker.
- En 2007 dans la comédie d'aventure Nancy Drew et dans le film policier à suspense Dangereuse Séduction.
- En 2008 dans le film de science-fiction Cloverfield.
- En 2010, elle est utilisée comme hymne de l'émission télévisée Le Morning Star.

## Liste des titres
- Version CD

1. 19-2000
2. 19-2000 (Soulchild Remix)
3. Left Hand Suzuki Method
4. Realizing The Dream (video)

- Vinyle 12 tours

1. 19-2000
2. Left Hand Suzuki Method
3. 19-2000 (The Wiseguys House Of Wisdom Remix)

- Cassette

1. 19-2000
2. 19-2000 (Soulchild Remix)
3. Hip Albatross

On retrouve les faces-B 19-2000 (Soulchild Remix), Left Hand Suzuki Method et Hip Albatross sur la compilation de Faces-B G-Sides.

## Crédits
- Damon Albarn – chant, synthétiseurs, guitare
- Jamie Hewlett - animation, artwork
- Pete Candeland - animation 3D
- Miho Hatori – chant
- Tina Weymouth - voix supplémentaires, percussions supplémentaires
- Dan the Automator - boucles échantillonnées, synthétiseurs supplémentaires
- Chris Frantz – percussions supplémentaires
- Tom Girling – Pro Tools , ingénierie
- Jason Cox – ingénierie
- Howie Weinberg – mastering

## Classements hebdomadaires
| Classement (2001-2002)                  | Meilleure place |
| --------------------------------------- | --------------- |
| Allemagne (GfK Entertainment)           | 29              |
| Australie (ARIA)                        | 39              |
| Autriche (Ö3 Austria Top 40)            | 16              |
| Belgique (Wallonie Ultratop 50 Singles) | 30              |
| Écosse (OCC)                            | 6               |
| États-Unis (Alternative Songs)          | 23              |
| États-Unis (Top 40 Mainstream)          | 34              |
| Irlande (IRMA)                          | 26              |
| Italie (FIMI)                           | 21              |
| Nouvelle-Zélande (RMNZ)                 | 1               |
| Pays-Bas (Single Top 100)               | 42              |
| Royaume-Uni (UK Singles Chart)          | 6               |
| Suède (Sverigetopplistan)               | 24              |
| Suisse (Schweizer Hitparade)            | 36              |

## Certifications
| Pays              | Certification |
| ----------------- | ------------- |
| Royaume-Uni (BPI) | Argent        |

## Note
La bassiste Tina Weymouth (des groupes Tom Tom Club et Talking Heads) participe aux chœurs.